# Edi Ziegler
Edwin "Edi" Ziegler, född 25 februari 1930 i Schweinfurt, död 19 mars 2020 i München, var en tysk tävlingscyklist.
Ziegler blev olympisk bronsmedaljör i linjeloppet vid sommarspelen 1952 i Helsingfors.